# 秦攻彭戏氏之战
秦攻彭戏氏之战，是指春秋早期秦国进攻彭戏氏的作战。
彭戏氏（今陕西省渭南市华州区一带）是春秋早期生活在今陕西东部渭水流域的一个戎人部族。公元前697年（周桓王二十三年、鲁桓公十五年、秦武公元年）冬，秦武公为扩展其势力，发兵向东进攻彭戏氏，兵至华山（又作太华山，今陕西省华阴市南）脚下，居平阳封宫。